# أسفل خية (يهر)

تعديل مصدري - تعديل

أسفل خية هي إحدى قرى عزلة يهر بمديرية يهر التابعة لمحافظة لحج، بلغ تعداد سكانها 133 نسمة حسب تعداد اليمن لعام 2004.